# Alfa Romeo 183T
O 183T é o modelo da Alfa Romeo da temporada de 1983 da Fórmula 1. Condutores: Andrea de Cesaris e Mauro Baldi.

## Resultados[1]
(legenda) (em itálico indica volta mais rápida)
| Ano  | Chassi | Motor                    | Pneus | N° | Pilotos           | 1   | 2   | 3   | 4   | 5   | 6   | 7   | 8   | 9   | 10  | 11  | 12  | 13  | 14  | 15  | Pontos | Posição |  |
| ---- | ------ | ------------------------ | ----- | -- | ----------------- | --- | --- | --- | --- | --- | --- | --- | --- | --- | --- | --- | --- | --- | --- | --- | ------ | ------- |  |
|      |        |                          |       |    |                   |     |     |     |     |     |     |     |     |     |     |     |     |     |     |     |        |         |  |
|      |        |                          |       |    |                   | BRA | USW | FRA | SMR | MON | BEL | USE | CAN | GBR | ALE | AUT | NED | ITA | EUR | RSA |        |         |  |
| 1983 | 183T   | Alfa Romeo 890T V8 Turbo | M     | 22 | Andrea de Cesaris | DSQ | Ret | 12  | Ret | Ret | Ret | Ret | Ret | 8   | 2   | Ret | Ret | Ret | 4   | 2   | 18     | 6º      |  |
| 1983 | 183T   | Alfa Romeo 890T V8 Turbo | M     | 23 | Mauro Baldi       | Ret | Ret | Ret | Ret | 6   | Ret | 12  | 10  | 7   | Ret | Ret | 5   | Ret | Ret | Ret | 18     | 6º      |  |